# ケイン・ヴェラスケス
ケイン・ヴェラスケス（Cain Velasquez、1982年7月28日 - ）は、アメリカ合衆国の男性総合格闘家、プロレスラー。カリフォルニア州サリナス出身。アメリカン・キックボクシング・アカデミー所属。第15・17代UFC世界ヘビー級王者。ケイン・ベラスケスとも表記される。
バックボーンのレスリングで培ったレスリングテクニックと無尽蔵のスタミナに加え、パンチ力は1012kgという強力な打撃を武器に高いKO率を誇り、全勝のままUFC世界ヘビー級王者に輝いた。

## 来歴
メキシコからの不法移民であった父親とアメリカ人の母親の間にカリフォルニア州サリナスで生まれ、アリゾナ州のユマで育つ。
コファー高校時代はレスリングとアメリカンフットボールでチームのキャプテンを任され活躍。レスリングでは110勝10敗の成績を残した。
高校卒業後アイオワ・セントラル・コミュニティカレッジに進学し、2002年にはレスリングでNJCAA王者になる。その後、アリゾナ州立大学に転入し、NCAAディヴィジョン1でオールアメリカンに2度選出された。アリゾナ州立大学時代はCB・ダラウェイ、ライアン・ベイダーとチームメイトだった。
大学を卒業すると直ぐにアメリカン・キックボクシング・アカデミーで総合格闘技のトレーニングを始め、2006年10月7日にStrikeforceでプロデビューを果たした。
2007年12月15日、世界ノーギ柔術選手権に出場し、青帯ペサディシモ級と無差別級で優勝。

### UFC
2008年4月19日、UFC初参戦となったUFC 83でブラッド・モリスと対戦し、パウンドで1RTKO勝ちを収めた。7月19日、UFC Fight Night: Silva vs. Irvinでジェイク・オブライエンと対戦し、パウンドで1RTKO勝ち。
2009年2月7日、UFC Fight Night: Lauzon vs. Stephensでデニス・ストイニッチと対戦し、パウンドで2RTKO勝ち。ノックアウト・オブ・ザ・ナイトを受賞した。6月13日、UFC 99でシーク・コンゴと対戦し、3-0の判定勝ち。10月24日、UFC 104でベン・ロズウェルと対戦し、パンチ連打で2RTKO勝ちを収め、UFC5連勝を飾った。
2010年2月20日、オーストラリア・シドニーで開催されたUFC 110のメインイベントでアントニオ・ホドリゴ・ノゲイラと対戦し、右ストレートでダウンを奪いパウンドで1RKO勝ち。ノックアウト・オブ・ザ・ナイトを受賞した。

#### UFC世界王座獲得
2010年10月23日、UFC 121のUFC世界ヘビー級タイトルマッチで王者ブロック・レスナーに挑戦。右膝蹴りから右ストレートでダウンを奪うなどレスナーを圧倒し、最後はパウンドで1RTKO勝ち。王座獲得に成功した。ノックアウト・オブ・ザ・ナイトを受賞した。試合後、レスナーとの試合中に損傷した右肩回旋筋腱板の手術を受けた。

#### 世界王座陥落
2011年11月12日、1年ぶりの復帰戦となったUFC on FOX 1のUFC世界ヘビー級タイトルマッチで挑戦者ジュニオール・ドス・サントスと対戦し、右フックでダウンを奪われパウンドで1RKO負け。王座から陥落し、キャリア10戦目で初黒星を喫した。
2012年5月26日、UFC 146でアントニオ・シウバと対戦。開始早々にテイクダウンを奪うとグラウンドの肘打ちで大流血に追い込み、パウンドで1RTKO勝ちを収めた。

#### 世界王座再獲得
2012年12月29日、UFC 155のUFC世界ヘビー級タイトルマッチで王者ジュニオール・ドス・サントスに挑戦。1Rに右ストレートでダウンを奪うと、以降はスタンド・グラウンドともに終始圧倒して3-0 (50–45、50–43、50–44) の5R判定勝ち。王座奪還に成功し、リベンジを果たした。
2013年5月25日、UFC 160のUFC世界ヘビー級タイトルマッチでヘビー級ランキング4位の挑戦者アントニオ・シウバと再戦し、ワンツーでダウンを奪いパウンドで1RTKO勝ち。王座の初防衛に成功した。
2013年10月4日、レアンドロ・ヴェレイラよりブラジリアン柔術黒帯を授与された。
2013年10月19日、UFC 166のUFC世界ヘビー級タイトルマッチでヘビー級ランキング1位の挑戦者ジュニオール・ドス・サントスと3度目の対戦。右フックでダウンを奪うなど終始ドス・サントスを圧倒し、5RにパウンドでTKO勝ち。2度目の王座防衛に成功した。
2014年10月23日、右膝半月板の手術を受ける。

#### 世界王座陥落
2015年6月13日、1年8か月ぶりの復帰戦となったUFC 188の世界ヘビー級王座統一戦で暫定王者ファブリシオ・ヴェウドゥムと対戦。ブランクと高地の影響でスタミナ切れを起こし、3Rにテイクダウンをすると同時にギロチンチョークを極められ一本負け。王座から陥落した。
2016年2月6日のUFC 196でヴェウドゥムとの再戦が決定するも腰の負傷で欠場した。
2016年7月9日、UFC 200でヘビー級ランキング7位のトラヴィス・ブラウンと対戦。バックスピンキックでぐらつかせた後、右フックでダウンを奪い、最後はパウンドで1RTKO勝ち。パフォーマンス・オブ・ザ・ナイトを受賞した。
2019年2月17日、2年7か月ぶりの復帰戦となったUFC on ESPN: Ngannou vs. Velasquezでヘビー級ランキング3位のフランシス・ガヌーと対戦し、タックルを仕掛けようとした際にカウンターの右アッパーでダウンを奪われ、パウンドで開始26秒のKO負け。

### プロレスデビュー
2019年8月3日、メキシコのプロレス団体AAAの年間最大イベント「トリプレマニア17」でプロレスデビュー。コーディ・ローデス、サイコ・クラウンと組み、テハノ・ジュニア、タウルス、キラー・クロスと6人タッグで対戦。試合ではマスクを着用し、ウラカン・ラナなどのプロレス技も軽快にこなし、最後はテハノ・ジュニアからギブアップを奪いデビュー戦を勝利で飾った。
2019年10月4日、WWE SmackDownのFOX初回放送にてレイ・ミステリオに連れられる形でデビュー。試合後のブロック・レスナーと対峙し、テイクダウンからのパウンドを浴びせた。

## ファイトスタイル
185cmとヘビー級においては小柄ながらも、どのファイターにも勝る強靭なフィジカルを持ち、常にプレッシャーをかけ続け、強烈かつスピーディーで多彩なパンチのコンビネーションで相手を圧倒する。打撃以外に加え、卓越したレスリング技術を活かしたテイクダウンからのグラウンド&パウンドと、相手をケージに押し込んでコントロールするクリンチワークも武器にしている。また、無尽蔵のスタミナを誇り、ヘビー級の選手にもかかわらず5Rマッチにおいても終盤まで常に動き続ける。

## 人物・エピソード
- 「ヘビー級史上最強の選手」と称される一方で怪我が多く、喫した敗戦は全て怪我での長期欠場明けの試合である[15]。
- ファイターの中でも特に落ち着いた性格であり、試合前に対戦相手を挑発するようなことは全くしない。本人は「トラッシュトークは俺のスタイルではない」と語っている[16]。
- メキシコ系アメリカ人のため、英語とスペイン語の2カ国語を話し、胸に「BROWN PRIDE」（メキシコ系の誇り）とタトゥーを入れている[17]。
- 尊敬する人物としてエメリヤーエンコ・ヒョードルを挙げており「ヒョードルは自分がこのMMAというスポーツを見始めてから常に『ザ・ベスト』のファイターなんだ。ヘビー級で体格差を克服しトップの座に君臨し続けた。ファイターとしても人間としても尊敬している。技術面でもグラウンドでの腰の動かし方などは大いに参考にさせてもらってるよ」と語っている[18]。
- 既婚者であり、2009年に娘、2018年に息子をもうけている。

## 犯罪・トラブル
2022年2月28日、カリフォルニア州サンタクララ郡の高速道路にて、保育所でヴェラスケスの近親者（未成年のためヴェラスケスとの正確な関係は控えられている）に約100回にわたって性的虐待をして起訴され、2月25日に釈放されたハリー・グラルテ・ジュニアの乗ったトラックを自動車で約11マイル追跡し、トラックの側面に追突した直後に40口径の拳銃で2発発砲し、同乗していたグラルテの継父を負傷させたとして殺人未遂の容疑で逮捕され、サンタクララ郡のメイン刑務所に拘留された。3月2日の裁判で、ヴェラスケスは第1級の殺人未遂の容疑（1件）、有人の自動車への銃撃の容疑（1件）、銃器を用いた暴行の容疑（3件）、凶器を用いた暴行の容疑（3件）、車両から故意に銃器を発射した容疑（1件）、弾薬を装填した銃器を犯行目的で携帯した容疑（1件）で起訴された。殺人未遂で有罪となった場合には最低20年間の懲役刑が下される可能性がある。その後、保釈申請を4度却下されるが、2022年11月8日に保釈を認められ、保釈金100万ドルを支払い保釈された。

## 戦績
| 総合格闘技 戦績 | 総合格闘技 戦績 | 総合格闘技 戦績 | 総合格闘技 戦績 | 総合格闘技 戦績 | 総合格闘技 戦績 | 総合格闘技 戦績 |
| --------------- | --------------- | --------------- | --------------- | --------------- | --------------- | --------------- |
| 17 試合         | (T)KO           | 一本            | 判定            | その他          | 引き分け        | 無効試合        |
| 14 勝           | 12              | 0               | 2               | 0               | 0               | 0               |
| 3 敗            | 2               | 1               | 0               | 0               | 0               | 0               |

| 勝敗 | 対戦相手                       | 試合結果                             | 大会名                                                                   | 開催年月日     |
| ×    | フランシス・ガヌー             | 1R 0:26 KO（右アッパー→パウンド）    | UFC on ESPN 1: Ngannou vs. Velasquez                                     | 2019年2月17日  |
| ○    | トラヴィス・ブラウン           | 1R 4:57 TKO（パウンド）              | UFC 200: Tate vs. Nunes                                                  | 2016年7月9日   |
| ×    | ファブリシオ・ヴェウドゥム     | 3R 2:13 ギロチンチョーク             | UFC 188: Velasquez vs. Werdum 【UFC世界ヘビー級王座統一戦】              | 2015年6月13日  |
| ○    | ジュニオール・ドス・サントス   | 5R 3:09 TKO（スラム→パウンド）       | UFC 166: Velasquez vs. dos Santos 3 【UFC世界ヘビー級タイトルマッチ】    | 2013年10月19日 |
| ○    | アントニオ・シウバ             | 1R 1:21 TKO（右ストレート→パウンド） | UFC 160: Velasquez vs. Bigfoot 2 【UFC世界ヘビー級タイトルマッチ】       | 2013年5月25日  |
| ○    | ジュニオール・ドス・サントス   | 5分5R終了 判定3-0                    | UFC 155: dos Santos vs. Velasquez 2 【UFC世界ヘビー級タイトルマッチ】    | 2012年12月29日 |
| ○    | アントニオ・シウバ             | 1R 3:36 TKO（パウンド）              | UFC 146: dos Santos vs. Mir                                              | 2012年5月26日  |
| ×    | ジュニオール・ドス・サントス   | 1R 1:03 KO（右フック→パウンド）      | UFC on FOX 1: Velasquez vs. dos Santos 【UFC世界ヘビー級タイトルマッチ】 | 2011年11月12日 |
| ○    | ブロック・レスナー             | 1R 4:12 TKO（パウンド）              | UFC 121: Lesnar vs. Velasquez 【UFC世界ヘビー級タイトルマッチ】          | 2010年10月23日 |
| ○    | アントニオ・ホドリゴ・ノゲイラ | 1R 2:20 KO（右ストレート→パウンド）  | UFC 110: Nogueira vs. Velasquez                                          | 2010年2月20日  |
| ○    | ベン・ロズウェル               | 2R 0:58 TKO（スタンドパンチ連打）    | UFC 104: Machida vs. Shogun                                              | 2009年10月24日 |
| ○    | シーク・コンゴ                 | 5分3R終了 判定3-0                    | UFC 99: The Comeback                                                     | 2009年6月13日  |
| ○    | デニス・ストイニッチ           | 2R 2:34 TKO（パウンド）              | UFC Fight Night: Lauzon vs. Stephens                                     | 2009年2月7日   |
| ○    | ジェイク・オブライエン         | 1R 2:02 TKO（パウンド）              | UFC Fight Night: Silva vs. Irvin                                         | 2008年7月19日  |
| ○    | ブラッド・モリス               | 1R 2:10 TKO（パウンド）              | UFC 83: Serra vs. St-Pierre 2                                            | 2008年4月19日  |
| ○    | ジェレマイア・コンスタント     | 1R 4:00 TKO（パウンド）              | BodogFight: Clash of the Nations                                         | 2006年12月16日 |
| ○    | ジェシー・フュージャルシク     | 1R 1:58 TKO（パウンド）              | Strikeforce: Tank vs. Buentello                                          | 2006年10月7日  |

## 獲得タイトル
- 第15代UFC世界ヘビー級王座（2010年）
- 第17代UFC世界ヘビー級王座（2012年）

## 表彰
- ブラジリアン柔術 黒帯
- レスリング NCAAオールアメリカン（2005年、2006年）
- レスリングNJCAA王者（2002年）
- UFC ノックアウト・オブ・ザ・ナイト（3回）
- UFC パフォーマンス・オブ・ザ・ナイト（1回）
- UFC ノックアウト・オブ・ザ・イヤー（2010年）
- SHERDOG ファイター・オブ・ザ・イヤー（2010年）

## ペイ・パー・ビュー販売件数
| 開催年月日     | イベント                                                         | 販売件数 | 備考 |
| -------------- | ---------------------------------------------------------------- | -------- | ---- |
| 2015年6月13日  | UFC 188: ケイン・ヴェラスケス vs. ファブリシオ・ヴェウドゥム     | 30万件   |      |
| 2013年10月19日 | UFC 166: ケイン・ヴェラスケス vs. ジュニオール・ドス・サントス 3 | 33万件   |      |
| 2013年5月25日  | UFC 160: ケイン・ヴェラスケス vs. アントニオ・シウバ 2           | 38万件   |      |
| 2012年12月29日 | UFC 155: ジュニオール・ドス・サントス vs. ケイン・ヴェラスケス 2 | 60万件   |      |
| 2010年10月23日 | UFC 121: ブロック・レスナー vs. ケイン・ヴェラスケス             | 105万件  |      |

## 出演

### 映画
- Term Life（2016年）-Marco役
- キックボクサー リジェネレーション（2016年）

### CM
- MetroPCS
- LUGZ